# Jojo Rabbit
Jojo Rabbit – amerykańsko-nowozelandzki film z 2019, będący satyryczną czarną komedią. Został napisany i wyreżyserowany przez nowozelandzkiego twórcę, Taikę Waititiego. Jest adaptacją powieści autorstwa Christine Leunens pod tytułem Caging Skies.

## Fabuła
Jojo (Roman Griffin Davis) jest członkiem Deutsches Jungvolk (chłopcy w III Rzeszy od 10 do 14 lat, młodsi  Hitlerjugend), którym jest zafascynowany. Chłopiec odkrywa, że jego matka ukrywa na strychu żydowską dziewczynę o imieniu Elsa. Jojo musi zakwestionować swoje przekonania, mając bezustannie do czynienia z interwencjami swojego wymyślonego przyjaciela, który jest wyidealizowaną przez psychikę Jojo na skutek nazistowskiej propagandy wersją Adolfa Hitlera.

## Obsada
- Roman Griffin Davis jako Jojo
- Thomasin McKenzie jako Elsa, żydowska dziewczyna ukrywana przez matkę Jojo
- Taika Waititi jako Adolf Hitler, wymyślony przyjaciel Jojo, jego wyobrażenie historycznej postaci
- Rebel Wilson jako Fräulein Rahm, brutalna instruktorka w Hitlerjugend
- Stephen Merchant jako Deertz, agent Gestapo
- Alfie Allen jako Finkel, zastępca Kapitana Klenzendorfa
- Sam Rockwell jako Kapitan Klenzendorf, oficer prowadzący Hitlerjugend
- Scarlett Johansson jako Rosie, samotna matka wychowująca Jojo
- Archie Yates jako Yorki, najlepszy przyjaciel Jojo

## Produkcja
W marcu 2018 ujawniono, że Taika Waititi będzie nie tylko reżyserować, ale także zagra w filmie jako wyimaginowany Adolf Hitler. Mówiąc o tej roli, Waititi powiedział, że to jego najlepsza wersja bohatera samotnego chłopca, która tak naprawdę jest jego ojcem, nawiązując do tego, że 10-letnia postać desperacko chce dołączyć do szeregów Hitlera w trakcie II wojny światowej. Tego samego miesiąca ogłoszono, że do obsady dołączyła Scarlett Johanson, wcielając się w rolę matki głównego bohatera, która potajemnie żywi poglądy antynazistowskie. W kwietniu 2018 do obsady dołączył Sam Rockwell, a w maju 2018 Rebel Wilson.  Niedługo potem rozpoczęły się zdjęcia do filmu, które odbyły się w Pradze. W tym samym miesiącu do obsady dołączył Roman Griffin Davis oraz Thomasin McKenzie. W czerwcu 2018 Alfie Allen został obsadzony w roli Finkla, a Stephen Merchant w roli Deertza. 
Produkcja filmu rozpoczęła się 28 maja 2018. W lutym 2019 zakończono powtórne zdjęcia.

## Premiera
Premiera filmu odbyła się na Międzynarodowym Festiwalu Filmowym w Toronto 8 września 2019. Zdobył tam główną nagrodę, Toronto International Film Festival People's Choice Award. Film pojawił się w kinach w USA 18 października 2019, a w Nowej Zelandii 24 października. Polska wersja weszła do kin 24 stycznia.

## Odbiór

### Box office
Film Jojo Rabbit zarobił łącznie ponad 33 miliony dolarów z wyświetlania w kinach w Stanach Zjednoczonych i Kanadzie, a prawie 57 milionów w pozostałych państwach; razem ponad 90 milionów przychodu.

### Reakcja krytyków
Jojo Rabbit spolaryzował media, otrzymując jednak głównie pozytywne recenzje. Krytyka produkcji skupia się głównie na komediowym przedstawieniu nazistów.
W agregatorze recenzji Rotten Tomatoes 80% z 425 recenzji uznano za pozytywne, a średnia ocen wystawionych na ich podstawie wyniosła 7,60. Z kolei w agregatorze Metacritic średnia ważona ocen z 57 recenzji wyniosła 58 punktów na 100.

### Nagrody
| Nagroda                                                       | Data              | Kategoria                                                    | Nominowani                  | Wyniki    | Przp.  |
| ------------------------------------------------------------- | ----------------- | ------------------------------------------------------------ | --------------------------- | --------- | ------ |
| Międzynarodowy Festiwal Filmowy w Toronto                     | 15 sierpnia 2019  | Grolsch People's Choice Award                                | Jojo Rabbit                 | Wygrana   | [ 20 ] |
| Hollywood Film Awards                                         | 3 listopada 2019  | Cinematography Award                                         | Mihai Mălaimare Jr.         | Wygrana   | [ 21 ] |
| Hollywood Film Awards                                         | 3 listopada 2019  | Production Design Award                                      | Ra Vincent                  | Wygrana   | [ 21 ] |
| Hollywood Music in Media Awards                               | 23 listopada 2019 | Najlepsza muzyka filmowa                                     | Michael Giacchino           | Nominacja | [ 22 ] |
| Hollywoodzkie Stowarzyszenie Prasy Zagranicznej (Złote Globy) | 5 stycznia 2020   | Najlepsza komedia lub musical                                | Jojo Rabbit                 | Nominacja | [ 23 ] |
| Hollywoodzkie Stowarzyszenie Prasy Zagranicznej (Złote Globy) | 5 stycznia 2020   | Najlepszy aktor w komedii lub musicalu                       | Roman Griffin Davis         | Nominacja | [ 23 ] |
| Brytyjska Akademia Sztuk Filmowych i Telewizyjnych (BAFTA)    | 2 lutego 2020     | Najlepszy scenariusz adaptowany                              | Taika Waititi               | Wygrana   | [ 24 ] |
| Brytyjska Akademia Sztuk Filmowych i Telewizyjnych (BAFTA)    | 2 lutego 2020     | Najlepsza aktorka drugoplanowa                               | Scarlett Johansson          | Nominacja | [ 24 ] |
| Brytyjska Akademia Sztuk Filmowych i Telewizyjnych (BAFTA)    | 2 lutego 2020     | Najlepsza muzyka                                             | Michael Giacchino           | Nominacja | [ 24 ] |
| Brytyjska Akademia Sztuk Filmowych i Telewizyjnych (BAFTA)    | 2 lutego 2020     | Najlepsza scenografia                                        | Nora Sopková, Ra Vincent    | Nominacja | [ 24 ] |
| Brytyjska Akademia Sztuk Filmowych i Telewizyjnych (BAFTA)    | 2 lutego 2020     | Najlepsze kostiumy                                           | Mayes C. Rubeo              | Nominacja | [ 24 ] |
| Brytyjska Akademia Sztuk Filmowych i Telewizyjnych (BAFTA)    | 2 lutego 2020     | Najlepszy montaż                                             | Tom Eagles                  | Nominacja | [ 24 ] |
| Amerykańska Akademia Sztuki i Wiedzy Filmowej (Oskary)        | 10 lutego 2020    | Najlepszy scenariusz adaptowany                              | Taika Waititi               | Wygrana   | [ 25 ] |
| Amerykańska Akademia Sztuki i Wiedzy Filmowej (Oskary)        | 10 lutego 2020    | Najlepszy film                                               | Taika Waititi, Carthew Neal | Nominacja | [ 25 ] |
| Amerykańska Akademia Sztuki i Wiedzy Filmowej (Oskary)        | 10 lutego 2020    | Najlepsza aktorka drugoplanowa                               | Scarlett Johansson          | Nominacja | [ 25 ] |
| Amerykańska Akademia Sztuki i Wiedzy Filmowej (Oskary)        | 10 lutego 2020    | Najlepsza scenografia                                        | Nora Sopková, Ra Vincent    | Nominacja | [ 25 ] |
| Amerykańska Akademia Sztuki i Wiedzy Filmowej (Oskary)        | 10 lutego 2020    | Najlepsze kostiumy                                           | Mayes C. Rubeo              | Nominacja | [ 25 ] |
| Amerykańska Akademia Sztuki i Wiedzy Filmowej (Oskary)        | 10 lutego 2020    | Najlepszy montaż                                             | Tom Eagles                  | Nominacja | [ 25 ] |
| Narodowa Akademia Sztuki i Techniki Rejestracji (Grammy)      | 14 marca 2021     | Najlepsza kompilacyjna ścieżka muzyczna w formach wizualnych | Taika Waititi               | Wygrana   | [ 26 ] |